# Растово (Гусь-Хрустальный район)
Растово — деревня в Гусь-Хрустальном районе Владимирской области России, входит в состав муниципального образования «Посёлок Великодворский».

## География
Деревня расположена на берегу речки Нинур в 12 км на северо-запад от центра поселения посёлка Великодворский и в 47 км на юг от Гусь-Хрустального.

## История
В XIX — начале XX века Растовская лесная сторожка входила в состав Парахинской волости Касимовского уезда Рязанской губернии, с 1926 года — в составе Гусевского уезда Владимирской губернии. 
С 1929 года деревня входила в состав Залесского сельсовета Гусь-Хрустального района, с 1935 года — в составе Уляхинского сельсовета Курловского района, с 1963 года — в составе Гусь-Хрустального района, с 2005 года — в составе муниципального образования «Посёлок Великодворский».

## Население
| 1905 | 1926 | 2002 | 2010 | 2021 |
| ---- | ---- | ---- | ---- | ---- |
| 4    | ↘1   | ↗8   | ↘2   | →2   |